# Klubi Futbollit Laçi 2011-2012

## Rosa
| N. |                               | Ruolo | Calciatore       |
| -- | ----------------------------- | ----- | ---------------- |
| 1  | Albania (bandiera)            | P     | Bledar Vashaku   |
| 2  | Albania (bandiera)            | C     | Elton Doku       |
| 3  | Albania (bandiera)            | D     | Ervin Rexha      |
| 4  | Croazia (bandiera)            | D     | Stipe Buljan     |
| 5  | Albania (bandiera)            | D     | Erion Xhafa      |
| 6  | Albania (bandiera)            | D     | Saimir Kastrati  |
| 7  | Albania (bandiera)            | C     | Elio Shazivari   |
| 8  | Serbia (bandiera)             | C     | Dragan Trajković |
| 10 | Albania (bandiera)            | C     | Erjon Vuçaj      |
| 11 | Albania (bandiera)            | A     | Bledar Marashi   |
| 14 | Albania (bandiera)            | C     | Erxhan Muça      |
| 15 | Serbia (bandiera)             | D     | Borko Milenković |
| 16 | Albania (bandiera)            | D     | Hamels Hoxha     |
| 20 | Macedonia del Nord (bandiera) | A     | Burhan Emurlai   |
| 21 | Albania (bandiera)            | D     | Mirsad Sukaj     |
| 22 | Albania (bandiera)            | C     | Alfred Zefi      |
| 23 | Macedonia del Nord (bandiera) | C     | Altin Lloga      |
| 24 | Albania (bandiera)            | A     | Arbër Haliti     |
| 25 | Croazia (bandiera)            | C     | Silvio Cavrić    |

| N. |                     | Ruolo | Calciatore        |
| -- | ------------------- | ----- | ----------------- |
| 26 | Albania (bandiera)  | P     | Bledar Malaj      |
| -  | Albania (bandiera)  | P     | Eduin Ujka        |
| -  | Albania (bandiera)  | D     | Indrit Hithi      |
| -  | Albania (bandiera)  | D     | Taulant Sefgjinaj |
| -  | Albania (bandiera)  | C     | Denis Mustafaj    |
| -  | Albania (bandiera)  | C     | Flogert Himo      |
| -  | Svizzera (bandiera) | C     | Nezbedin Selimi   |
| -  | Albania (bandiera)  | C     | Roland Bushi      |
| -  | Albania (bandiera)  | C     | Florjan Laska     |
| -  | Albania (bandiera)  | C     | Ergys Buliq       |
| -  | Albania (bandiera)  | C     | Kleo Laska        |
| -  | Albania (bandiera)  | C     | Edison Xhixha     |
| -  | Croazia (bandiera)  | A     | Mate Dragičević   |
| -  | Albania (bandiera)  | A     | Kelvin Jushi      |
| -  | Albania (bandiera)  | A     | Endrit Ferra      |
| -  | Albania (bandiera)  | A     | Salvador Gjonaj   |
| -  | Albania (bandiera)  | A     | Orges Lini        |
| -  | Albania (bandiera)  | A     | Vilfor Hysa       |
| -  | Albania (bandiera)  | A     | Valdan Nimani     |